# Бехешти, Мохаммад
Сейед Мохаммад Хосейни Бехешти (перс. سید محمد حسینی بهشتی‎, р. 24 октября 1928 — 28 июня 1981) — видный иранский духовный и политический деятель. Генеральный секретарь Исламской республиканской партии, глава судебной системы Ирана. Бехешти был убит 28 июня 1981 года в результате теракта.
Мохаммад Бехешти родился 24 октября 1928 в Исфахане. Учился в Тегеранском университете и в Куме. В 1960—1965 возглавлял Исламский центр в Гамбурге, где познакомился со своей будущей женой, а также с Мохаммадом Хатами. В 1960-1980 годах неоднократно подвергался арестам за участие в антишахской деятельности.
После победы Революции Бехешти встал во главе иранской судебной системы. Вместе с Акбаром Хашеми Рафсанджани он повел Исламскую республиканскую партию на выборы в Исламский консультативный совет первого созыва. Позднее он заявлял о намерении баллотироваться на пост президента, но отказался от участия в выборах, поскольку идеолог революции, Аятолла Хомейни, не раз заявлял, что президентом желательно должен быть человек с юридическим образованием, а не богословским. Вместо него от ИРП свою кандидатуру выставил Абольхасан Банисадр, победивший в первом же туре с 70 % голосов.
В ходе разразившейся летом 1981 года фактической гражданской войны между силами исламского режима, с одной стороны, и левыми партизанскими организациями («Моджахедин-э Халк» и «Федаин-э Халк»), с другой, 28 июня 1981 года Бехешти, а также более семидесяти членов Исламской республиканской партии, были убиты в результате взрыва, организованного «Моджахедин-э Халк» в здании, где проходил съезд ИРП.